# Misery (Somme)
Misery foi uma comuna francesa na região administrativa de Altos da França, no departamento de Somme. Estendia-se por uma área de 3,28 km². Em 2010 a comuna tinha 130 habitantes (densidade: 39,6 hab./km²).
Em 1 de janeiro de 2019, passou a formar parte da nova comuna de Marchélepot-Misery.